# Канонический ансамбль
Канони́ческий анса́мбль — статистический ансамбль, отвечающий физической системе, которая обменивается энергией с окружающей средой (термостатом), находясь с ней в тепловом равновесии, но не обменивается веществом, поскольку отделена от термостата непроницаемой для частиц перегородкой. Параметрами сокращенного описания такой системы являются число частиц {\displaystyle N} и средняя энергия {\displaystyle {\bar {E}}}.

## Распределение Гиббса
В канонический ансамбль входят микроскопические состояния с разной энергией. Вероятность реализации данного конкретного состояния с энергией {\displaystyle E_{\tau }} зависит только от значения энергии и задаётся распределением Гиббса
{\displaystyle w_{\tau }={\frac {1}{Z}}e^{-E_{\tau }/k_{B}T}},
где Z - постоянная нормировки, которая выбирается из условия, что сумма вероятностей равна 1. 
{\displaystyle Z=\sum _{\tau }e^{-E_{\tau }/k_{B}T}}.
Z называется статистической суммой.

## Классический случай
Объём фазового пространства, занимаемый каноническим ансамблем из {\displaystyle N} одинаковых частиц, называется статистической суммой, которая задаётся формулой.
{\displaystyle Z_{N}={\frac {1}{N!}}\int {\frac {d^{3N}pd^{3N}q}{h^{3N}}}\exp[-\beta H(p,q)]}
где {\displaystyle \beta =1/k_{B}T}. 
Соответствия с общим случаем:
{\displaystyle \tau \to (p,q)}, {\displaystyle \sum _{\tau }\to \int {\frac {d^{3N}pd^{3N}q}{h^{3N}}}}
а {\displaystyle E_{\tau }\to H(p,q)}. Множитель {\displaystyle 1/N!} появляется в соответствии с принципом неразличимости частиц.